# Mohammed Qutb
Mohammed Qutb (arabisch محمد قطب, DMG Muḥammad Quṭb; geb. 26. April 1919 in Muscha, Gouvernement Asyut, Ägypten; gest. 4. April 2014 in Mekka, Hedschas, Saudi-Arabien) war ein islamischer Gelehrter, Denker und Ideologe der ägyptischen Muslimbrüder. Er ist der jüngere Bruder von Sayyid Qutb, einem Vordenker der Muslimbruderschaft, für dessen Werk er sich nach dessen Hinrichtung unter der Präsidentschaft von Gamal Abdel Nasser später von Saudi-Arabien aus einsetzte.

## Leben

### In Ägypten
Mohammed Qutb, mit vollständigem Namen Mohammed Qutb Ibrahim Hussein Schathly (محمد قطب إبراهيم حسين شاذلي Muhammad Qutb Ibrahim Husain Schadhli), wurde am 26. April 1919 in Muscha, einem Dorf bei Asyut in Zentralägypten geboren. Es ist eines der Orte mit dem höchsten Anteil an koptischen Christen. Sein Vater war ein einfacher Bauer, seine Mutter entstammte einer Bildung verehrenden Familie. Es gab fünf Geschwister in der Familie Qutb. Mohammed war nach Sayyid der zweite Sohn. Die Eltern schickten ihre beiden Söhne zum Studium nach Kairo. Mohammed machte 1940 an der Fu'ād-al-Awwal-Universität (heute die Universität Kairo) einen Abschluss in englischer Sprache und erhielt 1941 ein Diplom vom High Institute for Education and Psychology (Höheres Institut für Erziehung und Psychologie).
Biographischen Angaben der Webseite des Internationalen König-Faisal-Preises (KFIP) zufolge arbeitete er für einige Zeit als Englischlehrer, dann an der Ägyptischen Nationalbibliothek (Dar al-Kutub al-Misriyya) und wurde anschließend zum Übersetzer im ägyptischen Bildungsministerium ernannt. Danach wurde er in die Kulturabteilung des Ministeriums für Höhere Bildung (Hochschulwesen) als Betreuer des 1000-Buch-Projekts versetzt, das die Herstellung von Büchern zu erschwinglichen Preisen bezweckte.
1965 wurden viele Muslimbrüder, darunter Mohammed und Sayyid Qutb, wegen der Teilnahme an einer Verschwörung gegen Staatspräsident Gamal Abdel Nasser beschuldigt und inhaftiert. Mohammed Qutb wurde am 29. Juli 1965, einige Tage vor seinem Bruder Sayyid, verhaftet. Sayyid Qutb wurde am 29. August 1966 in Kairo hingerichtet. Mohammed wurde 1971 nach sechs Jahren Haft entlassen und emigrierte darauf nach Saudi-Arabien, zusammen mit anderen radikalisierten Vertretern der Muslimbrüder, wo einigen von ihnen Hochschulpositionen und eine zunehmend anspruchsvollere globale Plattform zur Verfügung gestellt wurde.

### In Saudi-Arabien
In Saudi-Arabien propagierte Mohammed Qutb die Ideen seines Bruders und redigierte und veröffentlichte dessen Bücher. Er war seit 1972 Lehrer am Sharia College (später die Umm-al-Qura-Universität) in Mekka und lehrte an der 1967 gegründeten König-Abdulaziz-Universität in Dschidda, wo Osama bin Laden unter seinen Studenten weilte.
Mohammed Qutb sprach sich gegen den Takfīr aus, durch den Muslime zu Apostaten erklärt werden, und arbeitete daran, die Lehren der Muslimbruderschaft mit dem in Saudi-Arabien vorherrschenden Wahhabismus bzw. Salafismus in Einklang zu bringen. Im Jahr 1986 verteidigte Safar al-Hawālī (geb. 1950) aus der sogenannten Sahwa-Gruppe seine von Mohammed Qutb betreute PhD-Dissertation über Das Phänomen der Aufschiebung im islamischen Denken (ظاهرة الإرجاء في الفكر الإسلامي / Ẓāhirat al-irǧāʾ fī l-fikr al-islāmī): Seine Verteidigung war so beeindruckend, dass Mohammed Qutb öffentlich erklärte, dass der Schüler seinen Lehrer überholt habe.
Im Zuge der behördlichen Reaktionen auf die „Buraida-Intifada“, bei der bereits 1995 in Saudi-Arabien führende Mitglieder und Aktivisten des Sahwa-Kreises inhaftiert wurden, wurden später, im Juni 1996, weitere 50 Universitätsprofessoren aus ihren Ämtern entlassen, darunter auch Mohammed Qutb, der nach Katar deportiert wurde.
Mohammed Qutb starb am 4. April 2014 in Saudi-Arabien, in einem Krankenhaus von Mekka.

## Wirken
Mohammed Qutb ist Verfasser zahlreicher Publikationen. Neben Hunderten von Artikeln und populären Vorträgen verfasste er über 35 Bücher zu erzieherischen, sozialen, psychologischen, historischen, theologischen und zeitgenössischen Fragen für eine muslimische Leserschaft. Seine im Westen vermutlich bekanntesten sind: Jahiliyya in the Twentieth Century (Dschahiliyya im 20. Jahrhundert) und Shubuhāt Hawla al-Islām (engl. unter dem Titel: Islam: the Misunderstood Religion („Islam, die missverstandene Religion“), eine deutsche Übersetzung erschien unter dem Titel Einwände gegen den Islam bei SKD-Bavaria in München). Der russische islamische Führer Muchammed Saljachetdinow erinnert sich: „Während der Sowjetzeit wurden Mohammed Qutbs Bücher in den Chudschrachs (informellen Heimschulen) in Zentralasien in den Lehrplan aufgenommen. Und ich selbst hatte zu dieser Zeit die Gelegenheit, die Grundlagen des islamischen Denkens aus seinen Werken zu verstehen.“
Sein zweibändiges Buch Manhaj al-Tarbiya al-Islāmīya (The Methodology of Islamic Education) berichtet über aktuelle Bildungskonzepte aus islamischer Perspektive, sein jüngeres Buch al-Muslimūn wa al-‘Awlama (Muslime und Globalisierung) behandelt negative Auswirkungen der Globalisierung auf mehrheitlich muslimische Länder als Teil der Dritten Welt.
Im Jahr 1988 erhielt Qutb zusammen mit dem Türken Miqdad Yalçin (geb. 1937) den Internationalen König-Faisal-Preis (KFIP) in der Sparte Islamic Studies.

Der Webseite Globalmbwatch zufolge ist Mohammed Qutb im Westen wahrscheinlich für die Behauptung am bekanntesten, dass Osama bin Laden seine wöchentlichen öffentlichen Vorträge an der König Abdel-Aziz Universität „usually attended“ ('normalerweise besuchte'). Dies stehe im Gegensatz zu einer Behauptung des französischen Gelehrten Gilles Kepel. Kepel vermerkte, dass während Mohammed Qutb das Denken seines radikaleren Bruders Sayyid vorantrieb, er: 

„…attempted to preserve its place within the doctrine of the Muslim Brotherhood and distance it from the most violent interpretations by zealous, young self-proclaimed Qutbists. / dt. ... seinen Platz innerhalb der Doktrin der Muslimbruderschaft zu bewahren und sie von den gewalttätigsten Interpretationen eifriger junger selbsternannter Qutbisten zu distanzieren versuchte.“

## Bedeutung
Obwohl sowohl Sayyid Qutb als auch Mohammed Qutb islamistische Denker sind, wird in der Forschung die Bedeutung von Mohammed Qutbs Islamismus kaum anerkannt. Mohammed Qutb spielte eine vermittelnde Rolle zwischen Sayyid Qutb und al-Qaida, indem er die Ausbildung von Osama bin Laden und Safar al-Hawālī besorgte. Zudem wurde al-Qaida von Mohammed Qutbs Weltanschauung beeinflusst, die auf eine Konfrontation zwischen den USA und dem Islam angelegt ist, wobei westliche Grundsätze wie Demokratie und Säkularismus verurteilt werden.

## Werke
Mohammed Qutbs Schriften wurden in zahlreiche Weltsprachen übersetzt und erschienen wie die seines Bruders häufig bei Dār al-Shurūq in Kairo bzw. Beirut. Im Folgenden eine Liste seiner Bücher (nach Masami Nishino u. a.):
aus der Zeit in Ägypten
- Der Mensch zwischen Materialismus und Islam / Human Being between Materialism and Islam (الإنسان بين المادية والإسلام / al-Insān bayna al-māddīya wa al-Islām) (1950 oder 1951?),
- Zweifel am Islam / Suspicions about Islam (شبهات حول الإسلام / Shubhāt ḥawla al-Islām) (1954),
- Glimpses from the Messenger (قبسات من الرسول / Qabasāt min ar-Rasūl) (1957),
- Sind wir Muslime? / Are We Muslims? (هل نحن مسلمون؟ / Hal Naḥnu Muslimūn?) (1959),
- Kampf gegen die Tradition / The Battle against the Tradition (معركة التقاليد / Ma‘rakat al-Taqālīd) (1959),
- Psyche und Gesellschaft / About the Human Mind and the Society (في النفس والمجتمع / Fī al-Nafs wa al-Mujtama‘) (1962 oder vorher),
- Studien über die menschliche Psyche / Studies in Human Psychology (دراسات في النفس الإنسانية / Dirāsāt fī al-Nafs al-Insānīya) (1963?),
- Islamische Bildungskonzepte / The Method of Islamic Education (منهج التربية الإسلامية / Manhaj al-Tarbiya al-Islāmīya) (1960er Jahre?),
- Dschahiliyya des zwanzigsten Jahrhunderts / The 20th Century Jahiliya (جاهلية القرن العشرين / Jāhilīyat al-Qarn al-‘Ishrīn) (1965),
- Evolution und Stabilität im Leben der Menschheit / The Changing and the Unchanging in the Human Life (التطور والثبات في حياة البشرية / al-Taṭawwur wa al-Thabāt fi Ḥayāt al-Basharīya) (1968).

aus der Zeit in Saudi-Arabien
- Islamische Kunstkonzepte / The Method of Islamic Art (منهج الفن الإسلامي / Manhaj al-Fann al-Islāmī) (1973),
- Quranische Studien / Quranic Studies (دراسات قرآنية / Dirāsāt Qurʼānīya) (1980 oder vorher),
- Zeitgenössische Doktrinen des Denkens / Contemporary Schools of Thought (مذاهب فكرية معاصرة / Madhāhib Fikrīyat Mu‘āṣira) (1983)
- Konzepte, die korrigiert werden sollten / The Concepts which Must be Corrected (مفاهيم ينبغي أن تصحح / Mafāhīm yanbaghī an tuṣaḥḥaḥ) (1987),
- Islamische Vision der zeitgenössischen Welt / Islamic Vision for the Situations of the Contemporary World (رؤية إسلامية لأحوال العالم المعاصر / Ruʼya Islāmīya li-Aḥwāl al-‘Ālam al-Mu‘āṣir) (1991),
- Über die Anwendung der Scharia / About Application of the Islamic Law (حول تطبيق الشريعة / Ḥawla Taṭbīq al-Sharī‘a) (1991),
- Es gibt keinen Gott außer Allah: Glaube, Gesetz und Lebensweise / There is no God except Allah: Creed, Law, and Method of Life (لا إله إلا الله عقيدة وشريعة ومنهج حياة / Lā Ilāh illā Allāh: ‘Aqīda wa-Sharī‘a wa-Minhāj Ḥayāt) (1993 oder vorher),
- Säkularisten und Islam / The Secularists and Islam (العلمانيون والإسلام / al-‘Almānīyūn wa al-Islām) (1994),
- Lehren aus der Notlage von Bosnien und Herzegowina / Lessons from the Ordeal of Bosnia and Herzegovina (دروس من محنة البوسنة والهرسك / Durūs min Miḥnat al-Busnah wa al-Harsak) (1994),
- Lasst uns aus der Dunkelheit kommen (هلم نخرج من ظلمات التيه / Halumma nakhruj min ẓulmāt al-tīyah) (1994)
- Wie schreiben wir islamische Geschichte? / How Do We Write the Islamic History? (كيف نكتب التاريخ الإسلامي؟ / Kayfa naktubu at-Tārīkh al-Islāmī) (1995),
- Unsere gegenwärtige Realität / Our Contemporary Reality (واقعنا المعاصر / Wāqi‘nā al-Mu‘āṣir) (1997),
- Über die islamische Verankerung der Sozialwissenschaften / About Building the Islamic Foundation for Social Sciences (حول التأصيل الإسلامي للعلوم الاجتماعية / Ḥawla al-Taʼṣīl al-Islāmī li-l-‘Ulūm al-Ijtimā‘īya) (1998),
- Orientalisten und Islam / The Orientalists and Islam (المستشرقون والإسلام / al-Mustashriqūn wa al-Islām) (1999),
- Das Problem der Aufklärung in der islamischen Welt / The Issue of Enlightenment in the Islamic World (قضية التنوير في العالم الإسلامي / Qaḍīyat al-Tanwīr fī al-‘Ālam al-Islāmī) (1999),
- Afghanischer Dschihad und seine Auswirkungen (الجهاد الأفغاني ودلالاته / al-dschihād al-Afghānī wa dalālātahu) (1999)
- Lehren aus dem Heiligen Koran (دروس تربوية من القرآن الكريم / Durūs tarbawīya min al-Qurʼān al-karīm) (1999)
- Wie nennen wir Menschen? / How Do We Call People? (كيف ندعو الناس؟ / Kayfa nad‘ū al-Nās) (2000),
- Muslime und Globalisierung The Muslims and the Globalization (المسلمون والعولمة / al-Muslimūn wa al-‘Awlama) (2000),
- Von Fragen des zeitgenössischen islamischen Denkens / From Issues of the Contemporary Islamic Thought: About the Religious Affairs, the History, the Economy, and the Literature (من قضايا الفكر الإسلامي المعاصر / Min Qaḍāyā al-Fikr al-Islāmī al-Mu‘āṣir: fī Umūr al-Dīn, fī al-Tārīkh, fī al-Iqtiṣād, fī al-Adab) (2003),
- Säulen des Glaubens / Pillars of the Faith (ركائز الإيمان / Rakāʼiz al-Īmān) (2005 oder vorher),
- Irrtümer / Misleading (مغالطات / Mughālaṭāt) (2006),
- Die Lage der Ausbildung in der islamischen Arbeit / The Location of Education in the Islamic Activity (مكانة التربية في العمل الإسلامي / Makānat at-Tarbiya fī al-‘Amal al-Islāmī) (2008 oder vorher),
- Über die islamische Interpretation der Geschichte / About the Islamic Interpretation of the History (حول التفسير الإسلامي للتاريخ / Ḥawla al-Tafsīr al-Islāmī li-l-Tārīkh) (2006)
- لا يأتون بمثله! / Lā yaʼtūn bi-mithlih! (2007)
- Das ist der Islam / This is the Islam (هذا هو الإسلام / Hadhā huwa al-Islām) (2008).